# 情侶合唱團
情侶合唱團，香港歌手羅文和沈殿霞於1971年結成的歌唱組合，活動以現場表演為主。

## 簡介
1970年，香港掀起歌藝團熱潮，人們喜歡到戲院觀賞台港流行歌手臨時組成的表演團體。
沈殿霞是無綫電視綜藝節目《歡樂今宵》的常駐主持和表演者，羅文則是國語時代曲歌手和歐西流行曲翻唱樂隊「羅文四步合唱團」的主音。沈殿霞一次被《歡樂今宵》的嘉賓帶到尖沙咀的酒吧，首次觀賞羅文的表演，後來邀請他到《歡樂今宵》合唱。傳媒（一說為鄧光榮）建議他們組團。名字原作「LELLA & ROMAN」（二人的英文名所組成），後因《婦女與家庭》記者的玩笑，改名為「情侶合唱團」，並正式於1971年3月成立。服裝也是情侶配搭，但二人否認有戀情。他們曾赴美國、東南亞一帶（如越南、馬來西亞、新加坡）表演，主要唱國語時代曲和英語流行歌。同年4月，情侶合唱團推出專輯《沈殿霞 羅文 NO.1》，由超群唱片公司出品，翻唱性質，12首國語歌，8首合唱，二人各有2首獨唱曲。
自1971年12月美國登台回港後，二人活動減少，直至1972年10月組合契約屆滿，正式解散。
羅文多年後受訪時解釋拆伙是因為二人的性格和歌唱風格差異太大，以及檔期常難以遷就。據其另一訪問，沈殿霞迫他剪「野草頭」、貼假鬢角，穿斯文風格的服裝，他最不喜歡這段時期的形象。
此後，香港從1972-2023年間近51年内再沒有名叫“情侶合唱團”的組合。

## 註腳
1. ↑  羅文形容沈殿霞歌聲弱、音高很低，自己要唱高八度遷就她。[4]